# Señales (álbum de Callejeros)
Señales es el cuarto álbum de estudio del grupo musical de Argentina Callejeros. El álbum fue editado y publicado en 2006, siendo el primero en publicarse después de la tragedia de República Cromañón. Llegó a vender más de 20 mil copias, obteniendo el galardón de disco de oro.

## Grabación, composición y portada
La grabación del disco fue realizada durante los primeros meses del año 2006, estableciendo un récord de grabación y lanzamiento en conjunto.
El álbum tiene canciones compuestas desde el año 2003 al 2005, exceptuando «Sin paciencia» del año 2000. En noviembre de 2003 fue compuesta la canción «Daños», que abre el álbum. En 2004 se compuso «Puede», el tango/rock compuesto por la banda, «Limites» en julio y la canción más exitosa del álbum (y la última que se compuso antes de Cromañón), «9 de julio» en agosto. Las canciones compuestas en 2005 son «Día a día» y «Señales» en agosto, «Sueño» en septiembre, y «Frente al Río», «Hoy» y «Creo» en verano.
Al igual que los anteriores álbumes de Callejeros, el arte interno sigue manteniendo semejanzas con el trabajo de Rocambole, autor también de las portadas de los discos de Patricio Rey y sus Redonditos de Ricota.

## Dedicatorias de los artistas
La canción «Frente al Río» está dedicada a Mariana Sirota (1983-2004), novia en ese entonces de Patricio Santos Fontanet, que falleció durante la tragedia en el local de Once el 30 de diciembre de 2004. La canción «Día a día» está dedicada a los familiares de Maximiliano Djerfy.
En la última hoja del libro del álbum reza una dedicatoria al público de la banda: "Gracias a todos aquellos que de una manera u otra nos ayudan a seguir caminando". Cuando se retira el disco compacto del sobre, en una parte se descubre una frase que dice: "A los invisibles. Por siempre". Al final del texto se encuentran respectivamente los nombres: Patricio Santos Fontanet, Maximiliano Djerfy, Elio Delgado, Christian Torrejón, Juan Alberto Carbone, Eduardo Vásquez, Daniel Cardell y Diego Argañaraz

## Repercusión y críticas
Pese a que algunas compañías vendedoras de discos no exhibieran material publicitario alguno de Señales, ni el álbum en sus vidrieras, sorprendentemente a las cinco horas del lanzamiento Señales se agotó, pese a que el mismo costaba 45 pesos, cuando este costaba entre 25 a 15 pesos más que un disco normal. Inclusive el sello editor del grupo, Pelo Music no se esperó estas masivas ventas en el nuevo disco, ya sea por el excesivo precio o por la poca publicidad.
Existe una referencia al álbum en la canción «Lo que hay» de su siguiente álbum, Disco Escultura de 2008, cuando dice "Señales sale 60 y yo no cobro una mierda".
Los padres de los jóvenes que fallecieron en los acontecimientos de República Cromañón, criticaron el hecho que el grupo vuelva a publicar un álbum (y posteriormente criticaron el hecho que Callejeros vuelva a tocar en vivo). Una de las madres, Teodora Cáceres argumentó que: "usan a los muertos de la tragedia para ganar dinero". Otra madre, María Teresa de Leiva afirmó que: "Callejeros no viven el dolor como nosotras... los veo muy fríos. Pretenden ganar dinero con un dolor vivo".
También fue criticado el hecho de que vendieran el disco por un precio de $45, siendo que en el año 2006 el precio de los discos rondaba los $23.

## Lista de canciones
| N.º | Título          | Letras                                | Música                                              | Duración |  |
| 1.  | «Daños»         | Patricio Fontanet                     | Patricio Fontanet; Elio Delgado                     | 4:55     |  |
| 2.  | «Puede»         | Patricio Fontanet                     | Patricio Fontanet                                   | 4:59     |  |
| 3.  | «Límites»       | Patricio Fontanet                     | Patricio Fontanet; Juan Carbone; Maximiliano Djerfy | 3:38     |  |
| 4.  | «Creo»          | Patricio Fontanet; Maximiliano Djerfy | Patricio Fontanet; Maximiliano Djerfy               | 4:49     |  |
| 5.  | «Frente al río» | Patricio Fontanet                     | Patricio Fontanet                                   | 4:01     |  |
| 6.  | «Sin paciencia» | Patricio Fontanet                     | Patricio Fontanet                                   | 2:52     |  |
| 7.  | «Día a día»     | Maximiliano Djerfy                    | Maximiliano Djerfy                                  | 5:37     |  |
| 8.  | «Sueño»         | Patricio Fontanet                     | Patricio Fontanet; Elio Delgado; Maximiliano Djerfy | 5:01     |  |
| 9.  | «Hoy»           | Patricio Fontanet                     | Patricio Fontanet                                   | 4:08     |  |
| 10. | «9 de Julio»    | Patricio Fontanet                     | Patricio Fontanet                                   | 3:46     |  |
| 11. | «Señales»       | Patricio Fontanet; Juan Carbone       | Patricio Fontanet; Juan Carbone; Maximiliano Djerfy | 5:57     |  |
| 12. | «Desencuentro»  | Cátulo Castillo                       | Aníbal Troilo                                       | 2:21     |  |

- Nota: La letra "J" en la canción «9 de Julio» se pone con mayúscula debido a que menciona a un nombre de una avenida (nombre propio) y no a una fecha.

## Ficha técnica
Músicos
- Patricio Santos Fontanet: Voz y coros
- Maximiliano Djerfy: Guitarra, coros, bajo y voz
- Juan Carbone: Saxo, coros, bandoneón, voz y producción artística
- Elio Delgado: Guitarra
- Eduardo Vásquez: Batería
- Christian Torrejón: bajo

Invitados
- Stella Carbone (coros)
- Luis Gastón Lomas (pandereta, vieyras y tarragnotas)
- Hugo Lobo (trompeta) Sergio Colombo (saxo)
- Martino Gesualdi (trombón)
- Gabriel Conte (percusión)
- Orlando Pedriello (guitarra)
- Leandro González (guitarra)
- Germán Leitman (armónica)

Equipo técnico
- Técnico de Grabación, Mezcla y Mastering: Claudio Romandini
- Arte: Daniel Cardell
- Diseño gráfico: Paula Mangone
- Mánager: Diego Argañaraz
- Estudios de grabación: Del Abasto al Pasto y Landon Record
- Masterización: Estudios Panda
- Drum Doctor: Gustavo "Bolsa" González
- Asistentes: Diego Martínez y Mauro Ceriello